# Тодорово (Разградська область)
То́дорово (болг. Тодорово) — село в Разградській області Болгарії. Входить до складу общини Ісперих.

## Населення
За даними перепису населення 2011 року у селі проживали 798 осіб.
Національний склад населення села:
| Національність   | Кількість осіб | Відсоток |
| ---------------- | -------------- | -------- |
| турки            | 763            | 98,2%    |
| болгари          | 9              | 1,2%     |
| цигани           | 4              | 0,5%     |
| Всього відповіли | 777            |          |

Розподіл населення за віком у 2011 році:
Динаміка населення: